# Nice Guys Finish First
Nice Guys Finish First - film dokumentalny produkcji BBC, w którym Richard Dawkins omawia biologiczne aspekty egoizmu i współpracy koncentrując się na strategii "wet za wet", dylemacie więźnia i teorii gier.